# Gojōme (Akita)
Gojōme (五城目町 Gojōme-machi?) es un pueblo localizado en la prefectura de Akita, Japón. En octubre de 2018 tenía una población de 8.792 habitantes y una densidad de población de 40,9 personas por km². Su área total es de 214,92 km².

## Geografía

### Municipios circundantes
- Prefectura de Akita
  - Akita
  - Ikawa
  - Ōgata
  - Hachirōgata
  - Mitane
  - Kamikoani

## Demografía
Según datos del censo japonés, la población de Gojōme ha disminuido en los últimos años.
| Año del censo | Población |
| ------------- | --------- |
| 1995          | 13.371    |
| 2000          | 12.372    |
| 2005          | 11.678    |
| 2010          | 10.516    |
| 2015          | 9.463     |